# Ordre des Artistes nationaux des Philippines
L'ordre des Artistes nationaux des Philippines (en anglais : National Artist of the Philippines ; en philippin : Orden ng mga Pambansang Alagad ng Sining ng Pilipinas) est un ordre honorifique décerné aux Philippins qui ont contribué de manière significative au développement des arts aux Philippines. Un membre de l'ordre est connu sous le nom d'Artiste national des Philippines. Institué à l'origine comme un prix, il est élevé au rang d'ordre en 2003.
L'Ordre est administré par le centre culturel des Philippines en vertu de la proclamation no 1001 du président Ferdinand Marcos du 2 avril 1972 et par la Commission nationale pour la Culture et les Arts. Le premier prix a été décerné à titre posthume au peintre philippin Fernando Amorsolo.

## Histoire

### Création de l'ordre et amendements de ses statuts
L'ordre des Artistes nationaux des Philippines est créé le 27 avril 1972 par le président Ferdinand Marcos, qui, par le décret no 1001, a établi l'ordre et réglementé l'attribution du titre honorifique. L'ordre est créé pour honorer la figure du peintre Fernando Amorsolo, mort le 24 avril de la même année, qui devient ainsi le premier artiste national à se voir conférer ce titre.
Le premier décret stipule que l'ordre doit être conféré sur recommandation du conseil d'administration du Centre culturel des Philippines. En 1973, le décret présidentiel no 1144 a fait du Comité du prix des Artistes nationaux le nouvel organe directeur du prix.
En 2003, la présidente Gloria Macapagal-Arroyo réorganise les ordres honorifiques nationaux et les décorations connexes par le décret no 236 qui, entre autres dispositions, stipule que le prix des Artistes nationaux est élevé au rang d'ordre et que celui-ci peut être conféré sur recommandation du Centre culturel des Philippines et de la Commission nationale pour la Culture et les Arts.
Enfin, en 2005, le décret no 435 promulgué par la même présidente réserve au président des Philippines le droit d'accorder l'ordre motu proprio sans qu'il soit nécessaire de notifier le Centre culturel des Philippines et la commission nationale pour la Culture et les Arts, auxquels est toutefois confirmée la possibilité de notifier les artistes dignes de recevoir l'insigne.

### Controverse de 2009
En août 2009, la remise de la décoration à sept personnes par la présidente Gloria Macapagal-Arroyo a suscité la controverse lorsqu'il a été révélé que le musicien Ramon Santos (en) avait été retiré de la liste des candidats présélectionnés en mai de la même année par le comité de sélection, et que quatre autres personnes avaient été nommées via la « prérogative du président » : Cecilla Guidote-Alvarez (théâtre), Carlo J. Caparas (en) (arts visuels et cinéma), Francisco Mañosa (en) (architecture) et Pitoy Moreno (en) (stylisme),.
Les membres de la communauté artistique philippine — y compris un certain nombre de membres vivants de l'Ordre — ont protesté contre le fait que cette proclamation politisait le titre d'Artiste national et en faisait « un moyen pour la présidente Gloria Macapagal-Arroyo de satisfaire ses alliés ». Des protestations spécifiques ont été soulevées concernant la nomination de Guidote-Alvarez, qui était également directrice exécutive de la Commission nationale pour la Culture et les Arts, parce qu'il s'agissait prétendument d'une violation du protocole et de la delicadeza (bienséance), et de Caparas, au motif qu'il n'était pas qualifié pour la nomination dans les catégories Arts visuels et Film,. Le 16 juillet 2013, la controverse a finalement pris fin après que la Cour suprême des Philippines a voté pour annuler les quatre proclamations.

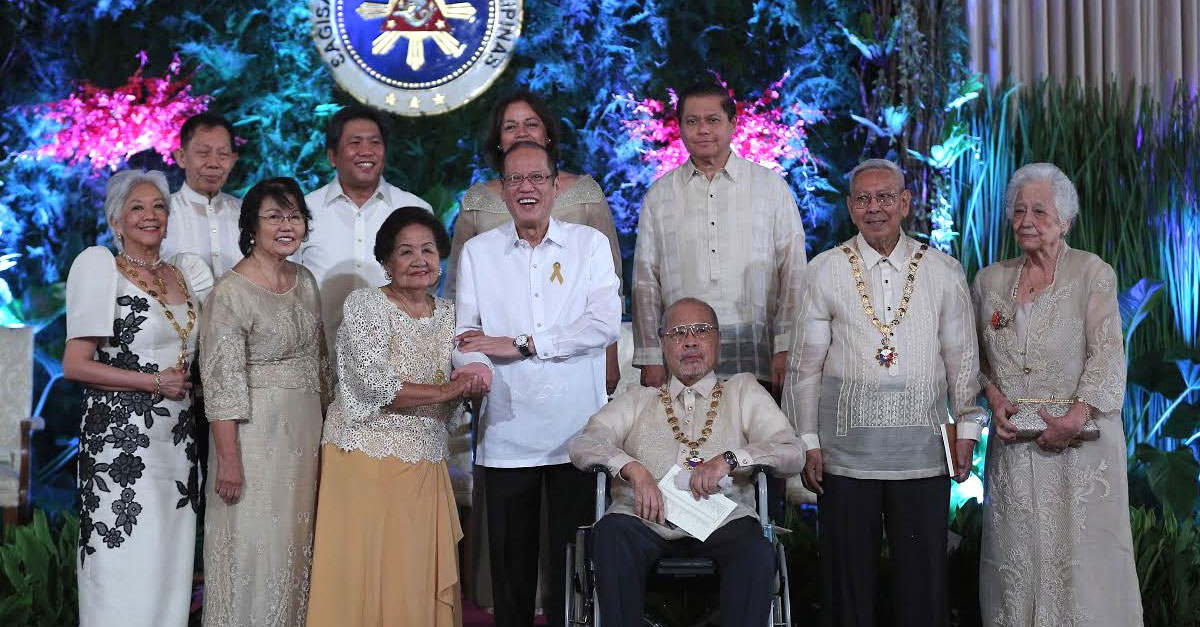
Cérémonie de remise de l'Ordre des Artistes nationaux de 2009 et 2014, en présence de Benigno Aquino III.

Le 20 juin 2014, cinq ans après avoir été initialement sélectionné en 2009, Ramon Santos a finalement été nommé Artiste national de la musique par le président Benigno Aquino III.

## Modalités du prix

### Catégories
Les catégories dans lesquelles les Artistes nationaux peuvent être reconnus comprennent à l'origine :
- Musique – chanson, composition, réalisation, performance ;
- Danse – chorégraphie, direction, performance ;
- Théâtre – direction, performance, scénographie ;
- Arts visuels – peinture, sculpture, gravure, photographie, installation, techniques mixtes, illustration, dessin, performance, imagerie ;
- Littérature – poésie, fiction, essai, théâtre, journalisme, critique littéraire ;
- Arts audiovisuels – réalisation, scénario, production, cinématographie, édition, direction photographique, performance
- Architecture et design – architecture, architecture d'intérieur, dessins industriels, paysagisme, stylisme.

### Critères
L'octroi de la décoration est basé sur un large éventail de critères, tels que définis par le Centre culturel des Philippines (CCP) et la Commission nationale de la Culture et des Arts (NCCA) :
1. être citoyen philippin au cours des dix dernières années avant leur nomination, ou mort après la création du prix en 1972 mais étant citoyen philippin au moment du décès ;
2. avoir contribué à construire un sentiment de nation philippine par le contenu et la forme de ses œuvres ;
3. s'être distingué en faisant œuvre de pionnier dans un mode d'expression créative ou un style, et avoir eu un impact sur les générations suivantes d'artistes ;
4. avoir créé un ensemble significatif d'œuvres et/ou avoir constamment fait preuve d'excellence dans la pratique de son art, en enrichissant l'expression artistique ou le style ;
5. jouir d'une large acceptation grâce à une reconnaissance nationale et/ou internationale prestigieuse, a reçu prix lors de manifestations nationales et/ou internationales prestigieuses, a reçu des critiques élogieuses et/ou des comptes-rendus de leurs œuvres et/ou bénéficier du respect et de l'estime de ses pairs dans une discipline artistique.

Les candidatures sont soumises au Secrétariat national des artistes créé par le Comité du Prix national des artistes ; des experts des différents domaines artistiques siègent ensuite à une première délibération pour préparer la liste restreinte des candidats. Une deuxième délibération, qui est une réunion conjointe des commissaires de la NCCA et du conseil d'administration du CCP, décide des nommés définitifs. La liste est ensuite transmise à la présidence des Philippines qui, par proclamation présidentielle, proclame les nouveaux membres de l'Ordre des Artistes nationaux.

### Contenu du prix
Lorsqu'un artiste est proclamé Artiste national, il bénéficie :
- du rang et du titre d'Artiste national, tels que proclamés par le président des Philippines ;
- de l'insigne d'Artiste national et d'une citation ;
- d'une rente à vie et d'avantages matériels et physiques comparables en valeur à ceux reçus par les plus hauts officiers du pays, tels que :
  - un prix en espèces de cent mille pesos (100 000 PhP net d'impôts, pour les lauréats vivants ;
  - un prix en espèces de soixante-quinze mille pesos (75 000 PhP net d'impôts, pour les lauréats posthumes, payable aux héritiers légaux ;
  - une pension mensuelle à vie, des prestations médicales et d'hospitalisation ;
  - une couverture d'assurance-vie pour les lauréats qui sont encore assurables ;
  - des funérailles nationales et une inhumation au Libingan ng mga Bayani (en) ;
  - une place d'honneur, conformément à la préséance protocolaire, lors des cérémonies nationales et une reconnaissance lors des événements culturels.

## Artistes nationaux des Philippines
| Président               | Année | Photo | Lauréat                                  | Catégorie                                               | Commentaire      |
| ----------------------- | ----- | ----- | ---------------------------------------- | ------------------------------------------------------- | ---------------- |
| Ferdinand Marcos        | 1972  |       | Fernando Cueto Amorsolo (1892–1972)      | Arts visuels – peinture                                 | À titre posthume |
| Ferdinand Marcos        | 1973  |       | Francisca Reyes-Aquino (en) (1899–1983)  | Danse                                                   |                  |
| Ferdinand Marcos        | 1973  |       | Botong Francisco (1912–1969)             | Arts visuels – peinture                                 | À titre posthume |
| Ferdinand Marcos        | 1973  |       | Amado V. Hernandez (en) (1903–1970)      | Littérature                                             | À titre posthume |
| Ferdinand Marcos        | 1973  |       | Antonio Molina (en) (1894–1980)          | Musique                                                 |                  |
| Ferdinand Marcos        | 1973  |       | Juan Nakpil (en) (1899–1986)             | Architecture                                            |                  |
| Ferdinand Marcos        | 1973  |       | Guillermo Tolentino (en) (1890–1976)     | Arts visuels – sculpture                                |                  |
| Ferdinand Marcos        | 1973  |       | José García Villa (en) (1908–1997)       | Littérature                                             |                  |
| Ferdinand Marcos        | 1976  |       | Napoleón Abueva (1930–2018)              | Arts visuels – sculpture                                |                  |
| Ferdinand Marcos        | 1976  |       | Leonor Orosa-Goquingco (en) (1917–2005)  | Danse                                                   |                  |
| Ferdinand Marcos        | 1976  |       | Lamberto V. Avellana (en) (1915–1991)    | Arts audiovisuels et théâtre                            |                  |
| Ferdinand Marcos        | 1976  |       | Nick Joaquin (en) (1917–2004)            | Littérature                                             |                  |
| Ferdinand Marcos        | 1976  |       | Jovita Fuentes (en) (1895–1978)          | Musique                                                 |                  |
| Ferdinand Marcos        | 1976  |       | Victorio Edades (en) (1895–1985)         | Arts visuels – peinture                                 |                  |
| Ferdinand Marcos        | 1976  |       | Pablo Antonio (en) (1901–1975)           | Architecture                                            | À titre posthume |
| Ferdinand Marcos        | 1981  |       | Vicente Manansala (en) (1910–1981)       | Arts visuels – peinture                                 | À titre posthume |
| Ferdinand Marcos        | 1982  |       | Gerardo de León (1913–1981)              | Arts audiovisuels                                       | À titre posthume |
| Ferdinand Marcos        | 1982  |       | Carlos Peña Rómulo (1898–1985)           | Littérature                                             |                  |
| Corazon Aquino          | 1987  |       | Atang de la Rama (1902–1991)             | Théâtre and Music                                       |                  |
| Corazon Aquino          | 1988  |       | Antonino Buenaventura (en) (1904–1996)   | Musique                                                 |                  |
| Corazon Aquino          | 1988  |       | Lucrecia Reyes Urtula (en) (1929–1999)   | Danse                                                   |                  |
| Corazon Aquino          | 1989  |       | Lucrecia Roces Kasilag (en) (1918–2008)  | Musique                                                 |                  |
| Corazon Aquino          | 1990  |       | Francisco Arcellana (en) (1916–2002)     | Littérature                                             |                  |
| Corazon Aquino          | 1990  |       | Cesar Legaspi (en) (1917–1994)           | Arts visuels – peinture                                 |                  |
| Corazon Aquino          | 1990  |       | Leandro Locsin (1928–1994)               | Architecture                                            |                  |
| Corazon Aquino          | 1991  |       | Hernando R. Ocampo (en) (1911–1978)      | Arts visuels – peinture                                 | À titre posthume |
| Corazon Aquino          | 1991  |       | Lucio San Pedro (en) (1913–2002)         | Musique                                                 |                  |
| Fidel V. Ramos          | 1997  |       | Lino Brocka (1939–1991)                  | Arts audiovisuels                                       | À titre posthume |
| Fidel V. Ramos          | 1997  |       | Felipe Padilla de León (en) (1912–1992)  | Musique                                                 | À titre posthume |
| Fidel V. Ramos          | 1997  |       | Wilfrido Ma. Guerrero (en) (1911–1995)   | Théâtre                                                 | À titre posthume |
| Fidel V. Ramos          | 1997  |       | Rolando Tinio (en) (1937–1997)           | Théâtre et littérature                                  | À titre posthume |
| Fidel V. Ramos          | 1997  |       | N. V. M. Gonzalez (en) (1915–1999)       | Littérature                                             | À titre posthume |
| Fidel V. Ramos          | 1997  |       | Levi Celerio (en) (1910–2002)            | Musique et littérature                                  |                  |
| Fidel V. Ramos          | 1997  |       | Arturo Luz (1926–2021)                   | Arts visuels – peinture                                 |                  |
| Fidel V. Ramos          | 1997  |       | José Maceda (en) (1917–2004)             | Musique                                                 |                  |
| Fidel V. Ramos          | 1997  |       | Carlos Quirino (en) (1910–1999)          | Littérature                                             |                  |
| Joseph Estrada          | 1999  |       | Jerry Navarro Elizalde (en) (1924–1999)  | Arts visuels – peinture                                 | À titre posthume |
| Joseph Estrada          | 1999  |       | Ernani Cuenco (en) (1936–1988)           | Musique                                                 | À titre posthume |
| Joseph Estrada          | 1999  |       | Andrea Veneracion (1928–2013)            | Musique                                                 |                  |
| Joseph Estrada          | 1999  |       | Edith Tiempo (1919–2011)                 | Littérature                                             |                  |
| Joseph Estrada          | 1999  |       | Daisy Avellana (1917–2013)               | Théâtre                                                 |                  |
| Gloria Macapagal-Arroyo | 2001  |       | Ishmael Bernal (en) (1938–1996)          | Arts audiovisuels                                       | À titre posthume |
| Gloria Macapagal-Arroyo | 2001  |       | Severino Montano (en) (1915–1980)        | Théâtre                                                 | À titre posthume |
| Gloria Macapagal-Arroyo | 2001  |       | Francisco Sionil José (1924-2022)        | Littérature                                             |                  |
| Gloria Macapagal-Arroyo | 2001  |       | Ang Kiukok (1931–2005)                   | Arts visuels – peinture                                 |                  |
| Gloria Macapagal-Arroyo | 2003  |       | José T. Joya (1931–1995)                 | Arts visuels – peinture                                 | À titre posthume |
| Gloria Macapagal-Arroyo | 2003  |       | Virgilio S. Almario (en) (1944-)         | Littérature                                             |                  |
| Gloria Macapagal-Arroyo | 2003  |       | Alejandro Roces (en) (1924–2011)         | Littérature                                             |                  |
| Gloria Macapagal-Arroyo | 2003  |       | Eddie Romero (1924–2013)                 | Arts audiovisuels                                       |                  |
| Gloria Macapagal-Arroyo | 2003  |       | Salvador Bernal (en) (1945–2011)         | Théâtre et design                                       |                  |
| Gloria Macapagal-Arroyo | 2006  |       | Benedicto Cabrera (1942-)                | Arts visuels – peinture                                 |                  |
| Gloria Macapagal-Arroyo | 2006  |       | Abdulmari Imao (en) (1936–2014)          | Arts visuels – sculpture                                |                  |
| Gloria Macapagal-Arroyo | 2006  |       | Bienvenido Lumbera (en) (1932-2021)      | Littérature                                             |                  |
| Gloria Macapagal-Arroyo | 2006  |       | Ramon Obusan (en) (1938–2006)            | Danse                                                   |                  |
| Gloria Macapagal-Arroyo | 2006  |       | Ildefonso P. Santos Jr. (en) (1929–2014) | Architecture – paysagisme                               |                  |
| Gloria Macapagal-Arroyo | 2006  |       | Fernando Poe Jr. (1939–2004)             | Arts audiovisuels                                       | À titre posthume |
| Gloria Macapagal-Arroyo | 2006  |       | Ramón Valera (1912–1972)                 | Architecture, design – stylisme                         | À titre posthume |
| Gloria Macapagal-Arroyo | 2009  |       | Manuel Conde (en) (1915–1985)            | Arts audiovisuels                                       | À titre posthume |
| Gloria Macapagal-Arroyo | 2009  |       | Lázaro Francisco (en) (1898–1980)        | Littérature                                             | À titre posthume |
| Gloria Macapagal-Arroyo | 2009  |       | Federico Aguilar Alcuaz (en) (1932–2011) | Arts visuels – peinture, sculpture et techniques mixtes | À titre posthume |
| Benigno Aquino III      | 2014  |       | Alice Reyes (en) (1942-)                 | Danse                                                   |                  |
| Benigno Aquino III      | 2014  |       | Francisco Coching (en) (1919–1998)       | Arts visuels - dessinateur de bande dessinée            | À titre posthume |
| Benigno Aquino III      | 2014  |       | Cirilo Bautista (en) (1941–2018)         | Littérature                                             |                  |
| Benigno Aquino III      | 2014  |       | Francisco Feliciano (en) (1941–2014)     | Musique                                                 | À titre posthume |
| Benigno Aquino III      | 2014  |       | Ramon Santos (en) (1941-)                | Musique                                                 |                  |
| Benigno Aquino III      | 2014  |       | José María Zaragoza (en) (1912–1994)     | Architecture                                            | À titre posthume |
| Rodrigo Duterte         | 2018  |       | Ryan Cayabyab (en) (1954-)               | Musique                                                 |                  |
| Rodrigo Duterte         | 2018  |       | Francisco Mañosa (en) (1931–2019)        | Architecture                                            |                  |
| Rodrigo Duterte         | 2018  |       | Ramon Muzones (en) (1913–1992)           | Littérature                                             | À titre posthume |
| Rodrigo Duterte         | 2018  |       | Resil B. Mojares (en) (1943-)            | Littérature                                             |                  |
| Rodrigo Duterte         | 2018  |       | Larry Alcala (en) (1926–2002)            | Arts visuels                                            | À titre posthume |
| Rodrigo Duterte         | 2018  |       | Amelia Lapeña-Bonifacio (en) (1930–2020) | Théâtre                                                 |                  |
| Rodrigo Duterte         | 2018  |       | Kidlat Tahimik (1942-)                   | Arts audiovisuels                                       |                  |